# Exopalaemon styliferus
Exopalaemon styliferus är en kräftdjursart som först beskrevs av H. Milne-Edwards 1840.  Exopalaemon styliferus ingår i släktet Exopalaemon och familjen Palaemonidae. Inga underarter finns listade i Catalogue of Life.